# The Movielife
The Movielife est un groupe d'emo américain, originaire de Long Island, à New York. Il se compose du chanteur Vinnie Caruana, du bassiste Phil Navetta, du guitariste Brandon Reilly, du batteur Evan Baken, et du guitariste Dan Navetta. Le groupe est formé en 1997 et séparé en 2003, mais reformé en décembre 2014.

## Biographie

### Débuts et séparation (1997–2007)
En 1997, The Movielife publie et tourne en soutien à son premier album, It's Go Time, au label Fadeaway Records en septembre 1999. En 2000, This Time Next Year est publié au label Revelation Records. En 2001, The Movielife signe avec Drive-Thru Records, auquel il publie l'EP The Movielife Has a Gambling Problem. Alors qu'ils se dirigent vers leur prochain concert, leur bus de tournée subit un accident à Jamestown, dans le Dakota du Nord. L'accident cause de légères blessures. Pendant l'enregistrement de leur nouvel album, Alex Amiruddin quitte le groupe, et est remplacé par Dan Navetta, le petit frère de Phil. En 2003, Forty Hour Train Back to Penn est publié et The Movielife, repart en tournée. L'album atteint la 164e place du Billboard 200.
Le 29 septembre 2003, le site web du groupe rapporte la séparation de The Movielife. Les membres de The Movielife formeront d'autres groupes ; Vinnie Caruana formera I Am the Avalanche, Brandon Reilly formera Nightmare of You, avec Phil Navetta qui y joue pendant une brève période, et Dan Navetta formera Heavy Rescue.

### Réunions (depuis 2008)
En janvier 2008, Vinnie Caruana fait circuler des rumeurs sur un éventuel retour de The Movielife. Le 6 avril 2008 au Bamboozle Left d'Irvine, en Californie, Vinnie joue un set de The Movielife avec Set Your Goals. Le 16 décembre 2010, Vinnie Caruana publee une vidéo de lui et Brandon Riley sur YouTube annonçant la présence de The Movielife au Bamboozle (2011) dans le New Jersey, marking their first performance in almost 8 years. Le 15 décembre 2014, The Movielife annonce annonce ses premiers concerts depuis 2011 à New York au Irving Plaza du 6 au 7 février 2015.
The Movielife annonce quelques autres concerts en 2015 comme à Philadelphie, San Francisco, Pomona, West Hollywood, Cleveland, et Syracuse. Le groupe joue au Taste of Chaos 2015 au San Manuel Amphitheater le 3 octobre 2015. En 2016, le groupe est annoncé au Slam Dunk Festival au Royaume-Uni. En mars 2017, ils signent avec le label Rise Records.

## Discographie
- 1999 : It's Go Time
- 2000 : This Time Next Year
- 2003 : Forty Hour Train Back to Penn

## Membres

### Membres actuels
- Evan Baken – batterie (1997–2003, 2010–2011, depuis 2014)
- Vinnie Caruana – chant (1997–2003, 2010–2011, depuis 2014)
- Dan Navetta – guitare (2001–2003, 2010–2011, depuis 2014)
- Phil Navetta – basse (1997–2003, 2010–2011, depuis 2014)
- Brandon Reilly – guitare (1997–2003, 2010–2011, depuis 2014)

### Anciens membres
- Alex Amiruddin – guitare (1997–2001)
- Nick Ghanbarian – basse (1997)
- Dave O'Connell – guitare (1997)
- Eddie Reyes – guitare[12] (1997)